# Edith Cavell

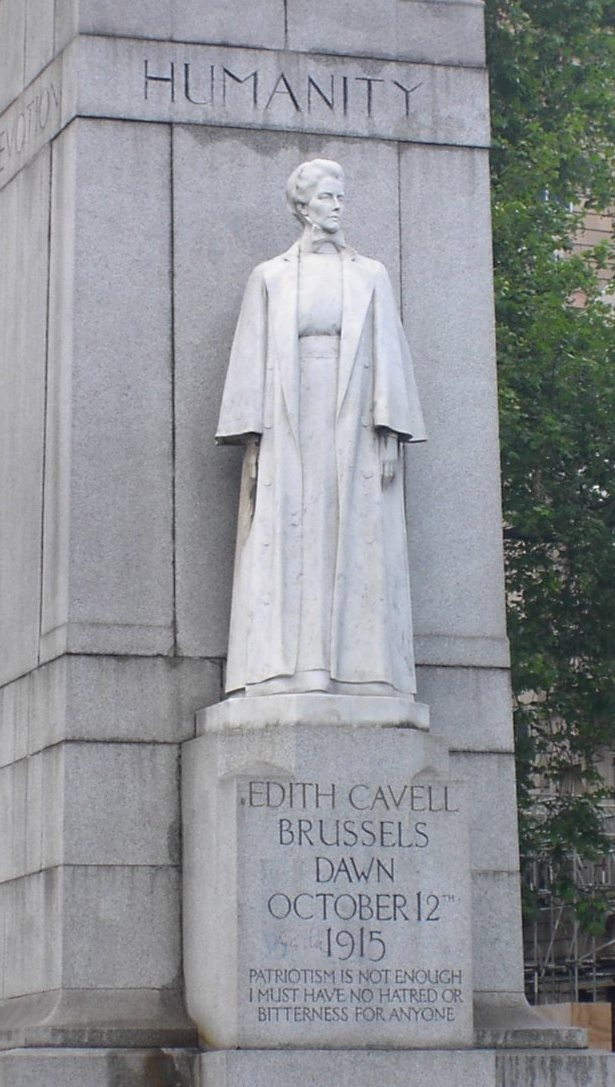
Statuia Edithei Cavell, Londra

Edith Louisa Cavell (n. 4 decembrie 1865, Swardeston, Norfolk, Anglia - d. 12 octombrie 1915, Bruxelles, Belgia) a fost o soră medicală britanică, eroină a Primului Război Mondial.
Edith Cavell și-a început cariera de asistentă medicală în anul 1895, iar în anul 1907 a devenit cea dintâi infirmieră-șefă într-un spital din Bruxelles, contribuind substanțial la îmbunătățirea condiților în care erau tratați bolnavii.
După ocuparea Belgiei de către nemți (1914), a făcut parte dintr-un grup ilegal care a ajutat 200 de soldați ai Aliaților să fugă în Olanda. Ca urmare, a fost arestată și executată de germani.